# Правителство на Сергей Станишев
Правителството на Сергей Станишев, известно като правителството на Тройната коалиция, е правителство на Република България, назначено с решение на XL народно събрание от 17 август 2005 г. Правителството управлява с мандата на третата политическа сила в парламента – Движение за права и свободи (ДПС) – и е формирано на базата на коалиционно споразумение между трите най-големи парламентарни сили – Българска социалистическа партия (БСП), Национално движение за стабилност и възход (НДСВ) и ДПС, а разпределението на министрите е на квотен принцип 8:5:3:1, тъй като в правителството влиза и 1 независим експерт. Правителството управлява страната до 27 юли 2009 г. и е наследено от първото правителство на Бойко Борисов.
По време на управлението на това правителство България става член на Европейския съюз по силата на договор, сключен от предходното правителство.

## Политика

### Предистория
При проведените на 25 юни 2005 г. редовни парламентарни избори управляващата дотогава партия НДСВ получава 19,88% от подадените гласове, което осигурява на партията 53 депутатски места в XL народно събрание. Коалиция за България (с водеща партия БСП) печели най-много гласове на избиратели – 30,95% от общия брой, което ѝ отрежда 82 депутатски места. ДПС получава по-голям брой депутатски места в сравнение с предишните парламентарни избори (12,81%, които съответстват на 34 народни представители). Още четири партии и политически обединения намират място в парламента – коалиция „Атака“ (21 места), Обединени демократични сили (20 места), Демократи за силна България (17 места) и Български народен съюз (13 места).
Непосредствено след изборите започват консултации между парламентарно представените партии за образуване на правителство. Президентът Георги Първанов дава първия мандат за образуване на кабинет на БСП. Двуседмичните преговори между първата парламентарна сила, НДСВ и ДПС за коалиционно правителство завършват без успех. Основните причини за това са противоречията между двете най-големи политически формации по отношение на бъдещия контрол на финансовите институции, разпределението на министерските кресла и искания за преразглеждане на някои договори от приватизационните сделки за периода 2001 – 2005 г. Отказът на НДСВ да участва в правителството води до образуване на проектокабинет от представители на БСП и ДПС. За бъдещ министър-председател е издигната кандидатурата на председателя на БСП Сергей Станишев. При гласуването в Народното събрание кандидатурата му за министър-председател е одобрена, но предложеното от него правителство не е прието. Вторият мандат е връчен от президента на НДСВ. Опитите за образуване на коалиционен кабинет както с БСП, така и с десните партии, завършват без успех. В средата на месец август 2005 г. президентът връчва трети мандат. Избраната от него политическа сила е ДПС. Коалиционният проектокабинет, в който влизат представители на БСП, НДСВ и ДПС, е одобрен от Народното събрание. За министър-председател е избран Сергей Станишев. Трите политически сили получават по един заместник министър-председател. БСП има осем министерства, НДСВ – пет, а ДПС – три.

### 2005 – 2007
Новото правителство декларира, че се обединява около три основни принципа – преодоляване на изоставането за интеграцията към Европейския съюз, повишаване на жизнения стандарт на населението и реален икономически растеж и справяне с престъпността.
През първите две години на управлението правителството успява да се справи само с част от належащите за разрешаване проблеми. Продължават стабилните темпове на растеж на икономиката и намаляване нивото на безработицата. В началото на 2007 г. броят на трайно безработните е намалял до 9,2%‚ два пъти по-малко в сравнение с 1998 г. Банковият сектор е стабилен, а годишната инфлация е в рамките на очакваните 5 до 5‚5%. Темповете на икономически растеж са над 6%, като особено бързо се развиват секторите на туризма и гражданското строителство. Нараства значително инвеститорският интерес от страна на Централно- и Западноевропейските държави. През 2006 г. са отчетени рекордни постъпления на чужди инвестиции. Държавният дълг намалява до 4,5 милиарда евро, но се наблюдава рязко увеличаване на дълговете в частния сектор. Бюджетният излишък за 2006 г. достига 3,5%.
През декември 2006 г. в пресата е публикувано писмо на арестувания покрай аферата с „Топлофикация София“ директор на дружеството Валентин Димитров, който от ареста търси помощ, включително и от човек, за който се спекулира, че е министърът на икономиката и енергетиката Румен Овчаров. В писмото се съдържа текстът „Какво стана и с помощта от страна на Р. Овч.! Досега съм му помагал!!!“ През 2013 г. Румен Овчаров е разпитан по съдебното дело срещу Димитров и отрича той да му е искал помощ.

### 2007 – 2008
България покрива основните критерии за влизане в Европейския съюз и на 1 януари 2007 г. е официално приета за член на Съюза. Усвоени са значителна част от присъединителните европейски фондове‚ постигнат е напредък в професионализиране и превъоръжаване на българската армия. Завършват успешно проговорите по отдаване на концесия за строителството на АЕЦ „Белене“, одобрен е договорът за изграждане на петролопровода „Бургас-Александруполис“ и част от магистралната мрежа на Република България. Изготвен е проект на защитените територии – „Натура 2000“. Като член на НАТО Република България активно участва със свои военни формирования в мисиите за умиротворяване в Ирак, Афганистан и Косово. Едновременно с това правителството не успява да вземе необходимите мерки за бързо повишаване на доходите на населението и да се справи с организираната престъпност. Увеличават се търговският дефицит и дефицитът по текущата сметка. Изостава реформата в правосъдната система. Увеличенията на пенсиите и бюджетните заплати (между 5 и 8,5%) едва покриват годишната инфлация, която е най-висока в големите градове. Ниските доходи и слабият контрол в администрацията са отлична среда за развитие на корупционни схеми и намаляване авторитета на държавните институции. Злоупотребите в електроразпределението и топлофикацията, бързо нарастващите цени на енергийните носители (затворени са енергоблокове 3 и 4 на АЕЦ „Козлодуй“)‚ проблемите в образованието и в здравеопазването пораждат недоволство сред широки слоеве от населението.
От края на 2006 г. броят на стачките и митингите на лекари, медицински сестри, учители и пенсионери рязко нараства. Опитите на опозиционните партии да оглавят нарастващото недоволство завършват без успех. Основните причини за това са продължаващата криза и разцеплението на партиите вдясно‚ както и непрекъснатите скандали съпътстващи дейността на Атака. До пролетта на 2007 г. опозицията прокарва в Народното събрание два вота на недоверие към правителството, които завършват без успех. Предложението е подкрепено от едва една четвърт от народните представители. Ново доказателство за кризата сред опозиционните партии са президентските избори през есента на 2006 г. Президентът Първанов, подкрепен от коалиционните партньори на БСП, печели със съкрушителен резултат втори мандат пред основния си претендент Волен Сидеров.
Очакванията на опозиционните лидери, че тройната коалиция е нетрайно обединение, което ще се разпадне след приемането ни в Европейския съюз, не се оправдават. Въпреки съществените програмни различия и възникналите противоречия при разпределението на държавните постове и контрола върху европейските фондове, управляващите запазват своето единство. Първите симптоми за криза в коалицията се появяват едва през пролетта на 2007 г., когато НДСВ не подкрепя проекта на българските граждани, живеещи постоянно в чужбина, да имат право да гласуват при избора на евродепутати.
Резултатите от изборите за евродепутати са поредното доказателство за недоволството на огромна част от българското население от дейността на политическия елит. Не участват в гласуването над две трети от българските избиратели. Най-голяма подкрепа от избирателите (419 301 гласа – 21,69%) получава новата политическа формация ГЕРБ. Всички управлявали през прехода политически организации регистрират рязко намаляване на популярността си, БСП и коалиция (ПЕС) загубват над 700 хиляди гласа, в сравнение с парламентарните избори от 2005 г., и достигат най-ниското ниво на електорална подкрепа от началото на демократичните промени. Коалицията получава пет места в Европарламента. Продължава да намалява влиянието и на другия участник в управляващия блок – НДСВ. „Жълтата“ партия печели едва 120 945 гласа (6‚26%) и успява да излъчи един евродепутат. Най-слаб е отливът в ДПС. Партията на Доган постига резултат от 20,26% и се доближава плътно до социалистите. ДПС изпращат в Европейския парламент четирима представители. Атака регистрира слаб спад в подкрепата на привържениците си и успява да спечели три евродепутатски места.
Изборите за евродепутати задълбочават кризата сред десните партии. СДС и ДСБ не успяват да прескочат 5,56% изборна бариера. Ръководствата на двете организации подават оставка.

### 2008 – 2009
През лятото и есента на 2007 г. правителството е изправено пред нови проблеми. Не са усвоени част от европейските фондове, задълбочава се кризата в образованието, съдебната система и селското стопанство. Скандалите в енергетиката, обвиненията в корупция на висши държавни и общински служители, неразкритите икономически и политически убийства намаляват популярността на управляващата тройна коалиция. През месец август 2007 г. са сменени ръководителите на най-проблемните според българското общество и европейските комисии министерства – правосъдие, икономика и енергетика. Два месеца по-късно страната е обхваната от най-мощната стачна вълна в историята си. В продължение на близо два месеца не работят над 30% от българските училища. Причината за стачката са както закъснелите реформи в образованието и неефективната законова база, така и високата годишна инфлация (над 11% до март 2008 г.). Опитите на правителството да я ограничи чрез задържане на нивото на заплатите в бюджетната сфера не дава желаните резултати. Инфлацията се захранва както от бързо увеличаващите се цени на петрола (120 долара за барел през април 2008 г.)‚ така и от високи, но недекларирани данъчни приходи и заплати в частния сектор и „сивата“ икономика. Значително се увеличават и потребителските кредити, „емигрантските“ пари, вносът на стоки значително надвишава износа. Въпреки проблемите в икономиката на България се наблюдават и положителни тенденции – безработицата е едва 8%‚ като в големите градове тя е под 3%. Външните инвестиции достигат 6,1 милиарда евро, външният дълг намалява до 3,5 милиарда евро.
При проведените през октомври и ноември общински избори две партии получават значителен кредит на доверие от страна на избирателите – БСП и ГЕРБ. Десните партии не успяват да излязат от кризата и да намерят обща обединителна програма. НДСВ продължава да намалява влиянието си сред българските избиратели. Компромисите‚ които трябва да прави партията като коалиционен партньор, водят до конфликти в ръководството ѝ. На 5 декември 2007 г. парламентарната група на НДСВ е напусната от 14 народни представители, които образуват опозиционната група Българска нова демокрация (БНД). До юни 2009 г. групата вече е от 15 депутати, между които бившите министри Пламен Панайотов‚ Лидия Шулева и Николай Свинаров.
В началото на 2007 година данъкът върху печалбата е намален на 10%, а от 1 януари 2008 е въведен плосък данък от 10% и върху доходите, въпреки съпротивата на КНСБ и представители на опозицията.
Въпреки усилията за борба с организираната престъпност и корупцията‚ недоверието на Европейския съюз към държавните институции се засилва. През февруари 2008 г. е спряно финансирането на три програми с европейски фондове за над 200 милиона евро. Един месец по-късно започва скандал в МВР поради изтичане на информация за действията на полицията‚ ареста на висши служители на МВР и обвиненията на опозицията срещу министър Румен Петков за нерегламентирани контакти с престъпни групировки. Правителството е принудено да предприеме значителни промени в управлението. Опитите на опозицията да се възползва от проблемите на тройната коалиция и да предизвикат предсрочни парламентарни избори завършват с частичен успех. През април 2008 г. е поискан петият вот на недоверие за управляващите в Народното събрание. Съотношението на подадените гласове е 117 към 82 в полза на кабинета. ДПС застава твърдо зад правителството, а представителите на НДСВ гласуват „въздържал се“. Предупреждението от страна на втория коалиционен партньор и натискът за реформи от страна на Брюксел окончателно решават въпроса за кадровите промени. Сменени са министрите на отбраната, здравеопазването и МВР. Посланикът на България в Германия Меглена Плугчиева е избрана за заместник министър-председател, отговарящ за усвояване на европейските фондове. НДСВ успява да запази броя на министрите си, въпреки че разполага само с 35 народни представители. Правителството пристъпва към 30% съкращение на помощник министри и висши служители в областните управления.

## Съставяне
Кабинетът, оглавен от Сергей Станишев, е образуван от политически дейци на Българска социалистическа партия, Национално движение „Симеон Втори“, Движение за права и свободи и 1 независим експерт. Разпределението на министрите е на квотен принцип 8:5:3:1.

### Кабинет
Сформира се от следните 17 министри и един председател:
| министерство                                                            | име | име                | партия     |
| ----------------------------------------------------------------------- | --- | ------------------ | ---------- |
| министър-председател                                                    |     | Сергей Станишев    | БСП        |
| заместник министър-председател, външни работи                           |     | Ивайло Калфин      | БСП        |
| заместник министър-председател, образование и наука                     |     | Даниел Вълчев      | НДСВ       |
| заместник министър-председател, държавна политика при бедствия и аварии |     | Емел Етем Тошкова  | ДПС        |
| финанси                                                                 |     | Пламен Орешарски   | безпартиен |
| вътрешни работи                                                         |     | Румен Петков       | БСП        |
| отбрана                                                                 |     | Веселин Близнаков  | НДСВ       |
| правосъдие                                                              |     | Георги Петканов    | НДСВ       |
| икономика и енергетика1                                                 |     | Румен Овчаров      | БСП        |
| държавна администрация и административна реформа                        |     | Николай Василев    | НДСВ       |
| транспорт1                                                              |     | Петър Мутафчиев    | БСП        |
| регионално развитие и благоустройство                                   |     | Асен Гагаузов      | БСП        |
| околна среда и води                                                     |     | Джевдет Чакъров    | ДПС        |
| земеделие и гори                                                        |     | Нихат Кабил        | ДПС        |
| труд и социална политика                                                |     | Емилия Масларова   | БСП        |
| здравеопазване                                                          |     | Радослав Гайдарски | БСП        |
| култура1                                                                |     | Стефан Данаилов    | БСП        |
| европейски въпроси                                                      |     | Меглена Кунева     | НДСВ       |

- 1: – с Решение на XL Народно събрание Министерството на културата и туризма се преобразува в Министерство на културата, Министерството на младежта и спорта в – Агенция на младежта и спорта, Министерството на енергетиката и енергийните ресурси в – Министерство на икономиката и енергетиката и Министерството на транспорта и съобщенията в – Министерство на транспорта.

### Промени в кабинета

#### от 21 декември 2006
В резултат на избирането на Меглена Кунева за европейски комисар тя е освободена от поста министър по европейските въпроси. На нейно място не е предложен кандидат, постът не е закрит, а остава вакантен до 23 март 2007 г.

#### от 23 март 2007
| министерство       | име | име          | партия |
| ------------------ | --- | ------------ | ------ |
| европейски въпроси |     | Гергана Паси | НДСВ   |

#### от 19 юли 2007
С Решение на XL Народно събрание от 18 юли 2007 г. се създават следните учреждения:
- Министерство на земеделието и продоволствието чрез преобразуване на Министерството на земеделието и горите.

| министерство              | име | име            | партия |
| ------------------------- | --- | -------------- | ------ |
| икономика и енергетика    |     | Петър Димитров | БСП    |
| правосъдие                |     | Миглена Тачева | НДСВ   |
| земеделие и продоволствие |     | Нихат Кабил    | ДПС    |

#### от 24 април 2008
- Броят на заместник министър-председателите се увеличава от трима на четирима.

С Решение на XL Народно събрание от 24 април 2008 г. се създават:
- Министерство на извънредните ситуации чрез преобразуване на Министерството на държавната политика при бедствия и аварии;
- Министерство на земеделието и храните чрез преобразуване на Министерството на земеделието и продоволствието.

| министерство                                        | име | име               | партия |
| --------------------------------------------------- | --- | ----------------- | ------ |
| заместник министър-председател, извънредни ситуации |     | Емел Етем Тошкова | ДПС    |
| заместник министър-председател1                     |     | Меглена Плугчиева | БСП    |
| вътрешни работи                                     |     | Михаил Миков      | БСП    |
| отбрана                                             |     | Николай Цонев     | НДСВ   |
| земеделие и храни                                   |     | Валери Цветанов   | ДПС    |
| здравеопазване                                      |     | Евгений Желев     | БСП    |

- 1: – отговарящ за усвояване на европейските фондове.

## Обвинения и арести
След приключването на мандата през 2009 г., към членове на Правителството на тройната коалиция са насочени множество обвинения.
Прокуратурата води разследване срещу Сергей Станишев за това, че е загубил документи и материали, съдържащи информация, представляваща държавна тайна. То е приключено през август 2011 г., като прокуратурата внася в съда становище за освобождаването му от наказателна отговорност, поради чисто съдебно минало, и налагане на наказание глоба. По същия случай е разследван и Петко Сертов (бивш председател на ДАНС).
Бившият зам. министър на вътрешните работи Раиф Мустафа е арестуван през юни 2009 г., по подозрение, че е посредничил за предлагането на подкуп на директора на Агенцията за рибарство и аквакултури.
Срещу Нихат Кабил (министър на земеделието) Прокуратурата води проверки във връзка с неправомерно отпускане на 1,5 милиона лева на „Болгарпродукт“ АД и заради т.нар. „заменки“. Следващият министър на земеделието Валери Цветанов, заедно със Стефан Юруков (изпълнителен директор на Държавен фонд „Земеделие“) са обвинени за 15 случая на неправомерни заменки на земеделски земи, частна държавна собственост.
Емилия Масларова (министър на труда и социалната политика) е обвинена в присвояване на 11 милиона лева.
Министрите на енергетиката Румен Овчаров, Милко Ковачев и Мирослав Севлиевски са разследвани за проявена престъпна безстопанственост по отношение на сделките на НЕК за износ на електричество.
На 1 април 2010 г. са арестувани Николай Цонев (министър на отбраната), Тенчо Попов, бивш главен секретар на Министерството на финансите, и Петър Сантиров, съдия от Софийския градски съд, по обвинение за предложен подкуп на следовател, водещ разследване срещу Цонев за нанесени на държавата щети в размер на над 120 милиона лева. По-късно последният е оправдан и осъжда държавата да му плати компенсация.